# Hlibne, Sovietskîi
Hlibne (în ucraineană Хлібне) este un sat în comuna Ceapaiivka din raionul Sovietskîi, Republica Autonomă Crimeea, Ucraina.

## Demografie
Componența lingvistică a localității Hlibne
     Rusă (52,44%)
     Tătară crimeeană (30,98%)
     Ucraineană (15,37%)
     Alte limbi (0,97%)
Conform recensământului din 2001, majoritatea populației localității Hlibne era vorbitoare de rusă (52,44%), existând în minoritate și vorbitori de tătară crimeeană (30,98%) și ucraineană (15,37%).